# براد وود
براد وود (بالإنجليزية: Brad Wood)‏ هو ملحن ومنتج أسطوانات وموسيقي أمريكي، ولد في 15 فبراير 1964 في روكفورد في الولايات المتحدة.

## وصلات خارجية
- الموقع الرسمي
- براد وود على موقع ميوزك برينز (الإنجليزية)
- براد وود على موقع أول ميوزيك (الإنجليزية)
- براد وود على موقع ديسكوغز (الإنجليزية)